# 菊田幸一
菊田 幸一（きくた こういち、1934年12月15日 - ）は、日本の法学者。専門は、刑事法・刑法学・犯罪学・刑事政策。学位は、法学博士（明治大学・課程博士・1967年）。明治大学名誉教授。監獄人権センター副会長。特定非営利活動法人「犯罪と非行協議会」理事長。弁護士（登録番号:31228、第二東京弁護士会所属）。滋賀県長浜市出身。
毎年、犯罪学（刑事政策）の分野で功績を出した若手の研究者に対して「菊田クリミノロジー賞」を授与している。
格闘家の菊田早苗は次男。

## 経歴
1967年、明治大学大学院法学研究科博士課程修了、法学博士（学位論文「保護観察制度の研究」）。
明治大学大学院博士課程に在学中、木村龜二（元日本刑法学会理事長・東北大学名誉教授）の薦めで法務省に創設された法務総合研究所に入所、研究官補となる。この間、国費にてアメリカ合衆国に留学。アメリカ各地の刑務所を視察して歩く。帰国後、明治大学大学院法学研究科博士課程を修了（課程博士）した。
司法試験合格者ではないが、弁護士法第5条により法学博士課程有す大学の法学部法律学科の助教授ならびに教授を5年以上務めたことにより法曹資格を得て弁護士登録した。犯罪学（刑事政策）の第一人者でありながら「法務省の提灯持ちができるか」と司法試験考査委員になっていない。定年後は法務大臣の諮問機関である刑事施設法検討委員会のメンバーに加わり顧問に就任し監獄法の改正に尽力した。
2013年3月26日、死刑囚の実父の成年後見人を務めた際に預かり金をずさんに管理したなどとして、第2東京弁護士会より業務停止2カ月の懲戒処分を受けたが、実は2010年にもマンションの売買契約をめぐって金融業者とトラブルとなった知人の男性の相談を受け、その解決のために現金750万円を融資するなどしており、弁護士職務規程に反するとして第2東京弁護士会より業務停止2カ月の懲戒処分を受けていた。

## 活動
死刑廃止論者であり、死刑存廃問題では率先して死刑廃止運動に従事し、被疑者・刑事被告人および囚人の法的権利を重視する学説を唱える一方、死刑に代えて終身刑を導入する必要性も主張している。また、冤罪防止・日本の更生制度への疑問などの点から、地域住民や警察に対する性犯罪者の情報提供に反対している。
また、海渡雄一と共に監獄人権センターを主宰し、刑事弁護を中心として、刑事事件、受刑者・少年事件の人権問題を中心として活動する、いわゆる「人権派」弁護士である。犯罪被害者の救済と加害者との和解を推進し、自著に全国犯罪被害者の会などの連絡先を掲載している。

### 発言
自著『死刑廃止・日本の証言』（1993年11月）では、死刑囚大道寺将司の母親（大道寺幸子）との対談中「仮定の話ですけど、わたしは加害者の親の方が苦しむと思いますね。殺人による被害者は交通事故のようなものですね。瞬間の。ところが死刑というのは予告殺人なんですね。それを親が見ていなければならない......。」（157頁）と述べている。

### 評価
読売テレビ『たかじんのそこまで言って委員会』（2007年10月7日放送）へ出演したが、菊田の『死刑廃止論』に対する見解と説明はパネラーからの大反発を招く結果となった。弁護士の橋下徹は「弁護士会や大学の講義では、みなフンフン頷いてくれるのかもしれませんが、とてもじゃありませんが、あんな理屈では世間は死刑廃止なんて認めません」と菊田を酷評している。

## 著書

### 単著
- 『少年法概説』（有斐閣、初版1980年1月、ISBN 4-641-05618-8、第3版2000年2月、ISBN 4-641-11200-2、第4版2003年4月、ISBN 4-641-11239-8）
- 『知らないと損する「恩赦」の知識』（第三文明社、1985年12月、ISBN 4-476-03123-4）
- 『死刑―その虚構と不条理』（初版三一書房、1988年9月、ISBN 4-380-88225-X、新版 明石書店 1999年2月、ISBN 4-7503-1116-2）
- 『刑事政策の問題状況』（勁草書房、1990年1月、ISBN 4-326-40135-4）
- 『司法書士試験のための刑法サブノート』（週刊住宅新聞社、1990年5月、ISBN 4-7848-0319-X）
- 『死刑廃止を考える』（岩波書店 初版1990年9月 ISBN 4-00-003106-6、改訂版1993年7月 ISBN 4-00-003246-1）
- 『死刑廃止・日本の証言』（三一書房、1993年11月 ISBN 4-380-93268-0）
- 『いま、なぜ死刑廃止か』（丸善、1994年12月 ISBN 4-621-05143-1）
- 『検証・プリズナーの世界』（明石書店、1997年2月 ISBN 4-7503-0888-9）
- 『刑事六法』（明石書店、1998年4月 ISBN 4-7503-1032-8）
- 『犯罪学』（成文堂、5訂版1998年7月 ISBN 4-7923-1480-1、6訂版2005年2月 ISBN 4792316685）
- 『受刑者の人権と法的地位』（日本評論社、1999年3月 ISBN 453551156X）
- 『受刑者の法的権利』（三省堂、2001年6月 ISBN 4-385-32131-0）
- 『少年法』（北樹出版、2002年4月 ISBN 4-89384-847-X）
- 『日本の刑務所』（岩波新書、2002年7月 ISBN 4004307945）
- 『Q&A死刑問題の基礎知識』（明石書店、2004年8月 ISBN 4-7503-1952-X）
- 『死刑廃止に向けて』（明石書店、2005年3月 ISBN 4-7503-2066-8）
- 『中国の青少年刑事司法』（明石書店、2005年3月 ISBN 4-7503-2077-3）
- 『死刑と日本人』（作品社、2022年7月）ISBN 978-4-86182-899-7

### 共著
- 西村春夫 編『犯罪・非行と人間社会』（評論社、1982年1月 ISBN 4-566-07278-9）
- 『犯罪学』（北樹出版 改訂版 辻本義男 著 1982年1月 ISBN 4-89384-163-7、新版 辻本衣佐 著 2003年4月 ISBN 4-89384-889-5）
- 辻本義男 著『図説犯罪学』（青林書院、1986年5月 ISBN 4-417-00587-7）
- 辻本義男 著『刑事六法』（最新版、明治出版会、1988年3月 ISBN 4-88033-011-6）